# قلعه تاته‌یاما (یونه‌زاوا)
قلعه تاته‌یاما (به ژاپنی: 舘山城, Tateyama-jō)،  یک قلعه ژاپنی در  دوره سنگوکو  واقع در شهر  یونه‌زاوا، یاماگاتا، استان یاماگاتا،  ژاپن بود.